# Музей адмірала Діґбі
44°37′12″ пн. ш. 65°45′17″ зх. д. / 44.62005556° пн. ш. 65.75486111° зх. д.
Музей адмірала Діґбі — музей у Діґбі, Нова Шотландія, який досліджує історію Діґбі та прилеглих громад округу Діґбі . Він розміщений у відреставрованому будинку в георгіанському стилі з видом на гавань Діґбі, відомому як будинок Вудров/Дейкіна. Будинок, одна з найстаріших будівель у Діґбі, був придбаний у 1968 році Бібліотечною асоціацією Діґбі та став домом для першої бібліотеки міста. При бібліотеці було створено історичне товариство, яке в 1972 році відкрило невелику виставку. Історичне товариство отримало будівлю у власність у 1977 році, а після того, як бібліотека переїхала у більші приміщення у 1980 році, музей зайняв усю будівлю. Музей названо на честь адмірала Роберта Діґбі, який організував переселення до міста поселенців-лоялістів у 1783 році. Музей безкоштовний і працює цілий рік. Його колекція включає рідкісні меблі, текстиль, фотографії та карти. Морська кімната демонструє багато артефактів з морської історії Діґбі. Родзинкою колекції є Колекція Ґілпіна вражаючих акварелей острова Сейбл,  виконаних жителем Діґбі, який відвідав острів у 1850-х роках.

## Зовнішні посилання
- Вебсайт музею адмірала Діґбі
- Список музеїв, Віртуальний музей Канади
- Подорож крізь час: віртуальна історія Діґбі від Музею адмірала Діґбі